# مجلة بيولوجيا الخلية
بيولوجيا الخلية هي مجلة علمية محكمة في مجال بيولوجيا الخلية وعلم وظائف الأعضاء وعلم الأحياء الجزيئي للخلايا الحيوانية والنباتية والكائنات الحية الدقيقة والطلائعيات . تشمل الموضوعات التي يتم تناولها التنمية ، وعلم الأعصاب ، وعلم المناعة ، بالإضافة إلى النمذجة النظرية أو الفيزيائية الحيوية.
يتم نشر المجلة حاليًا شهريًا بواسطة وايلي بلاكويل نيابة عن المجتمع الفرنسي للفحص المجهري و جمعية البيولوجيا الخلوية في فرنسا.

## تاريخ
ظهرت المجلة لأول مرة في عام 1962 وكانت في الأصل بعنوان مجلة المجهر (1962-1974).في عام 1975 تم إعادة تسمية المجلة بعنوان مجلة الميكروسكوب والبيولوجيا الخلوية (ISSN 0395-9260 ؛ 1975-1976). تم تغيير عنوانها لاحقًا علم الأحياء الخلوي ( 0399-0311 977-1980) ISSN {{{1}}}، لتصبح بيولوجيا الخلية في عام 1981.
نُشرت المقالات في الأصل إما بالإنجليزية أو الفرنسية، مع ملخصات باللغتين.

## صحيفة حديثة
المحتوى من عام 1988 متاح على الإنترنت بتنسيق PDF، مع أوراق من عام 2005 متاحة أيضًا بتنسيق HTML، ومن عام 2006 بتنسيق نص كامل محسن.
كان عامل التأثير للمجلة لعام 2014 هو 3.506.تمت فهرسة بيولوجيا الخلية بواسطة BIOBASE، BIOSIS، CAB International، ملخصات كامبريدج العلمية، خدمة المستخلصات الكيميائية، المحتويات الحالية / علوم الحياة، EMBASE / Excerpta Medica ،MEDLINE / الفهرس الطبي، و ProQuest للمعلومات والتعلم.
المقالات هي في المقام الأول البحوث والمراجعات. يتم جدولة سلسلة تحت عنوان على مواضيع محددة. كانت: الخلايا الجذعية (2005)، توطين الحمض النووي الريبي (2005)، الأكوابورينات (2005)، المشابك العصبية (2007)، دورة الخلية والسرطان (2008)، الأنابيب الدقيقة، تنظيم الحمض النووي الريبي (2008)، علم الأحياء الدقيقة وبيولوجيا الخلية (2010)، أهداب (2011)، الشبكة الإندوبلازمية (2012)، علم التخلق (2012)، تعديل ما بعد الترجمة والاتجار داخل الخلايا (2012)، علم البصريات الوراثي (2014)، الحويصلات الدقيقة والإكسوسومات (2015)، علم الأحياء الخلوية للأنظمة (2015)، ترجمة علم السرطان إلى وظيفة (2015).
رئيس تحرير هذه المجلة هو رينيه مارك ميجا، قائد الفريق في معهد جاك موندو. وسبقه تييري جالي (INSERM) الذي كان محررًا من 2009 إلى 2017.

## روابط خارجية
- صفحة بيولوجيا الخلية الرئيسية
- Société Française des Microscopies
- Société de Biologie Cellulaire de France